# Estación de Guadix (Granada)
La Estación de Guadix, también conocida simplemente La Estación, es una localidad y pedanía española perteneciente al municipio de Guadix, en la provincia de Granada, comunidad autónoma de Andalucía. Está situada en la parte central de la comarca accitana. Anexo a esta localidad se encuentra el núcleo de Guadix capital, junto a las instalaciones ferroviarias y el nudo entre las autovías A-92 y A-92N; un poco más alejados están Benalúa, Paulenca, Exfiliana y Alcudia de Guadix.
La pedanía incluye los barrios o residenciales de Las Angustias, Antigua Azucarera, Las Arenas, Babwil, Bertillana, Buen Acuerdo, Los Caballeros, Los Callejones, Calpena, Laos Castañeta, Los Castaños, La Fiñanica, Laos, Rambla Cerezos, Renfe, Tarifa y El Ventorrillo.

## Historia
Los orígenes de esta localidad están estrechamente relacionados con la llegada del ferrocarril a Guadix, a finales del siglo XIX, tras la entrada en servicio de la línea Linares-Almería. En el municipio se levantó una estación de ferrocarril que con los años se convirtió en un importante complejo que disponía de edificio de viajeros, muelles de mercancías, una amplia playa de vías, cocheras y talleres para locomotoras. A la línea Linares-Almería se uniría en 1907 otro trazado que llegaba hasta Baza, lo que convirtió a Guadix en un importante nudo ferroviario. En torno a la estación se fue articulando un núcleo de población que para el año 1930 tenía censados a 1243 habitantes. Dos décadas después esta cifra se había incrementado hasta los 2019 habitantes.

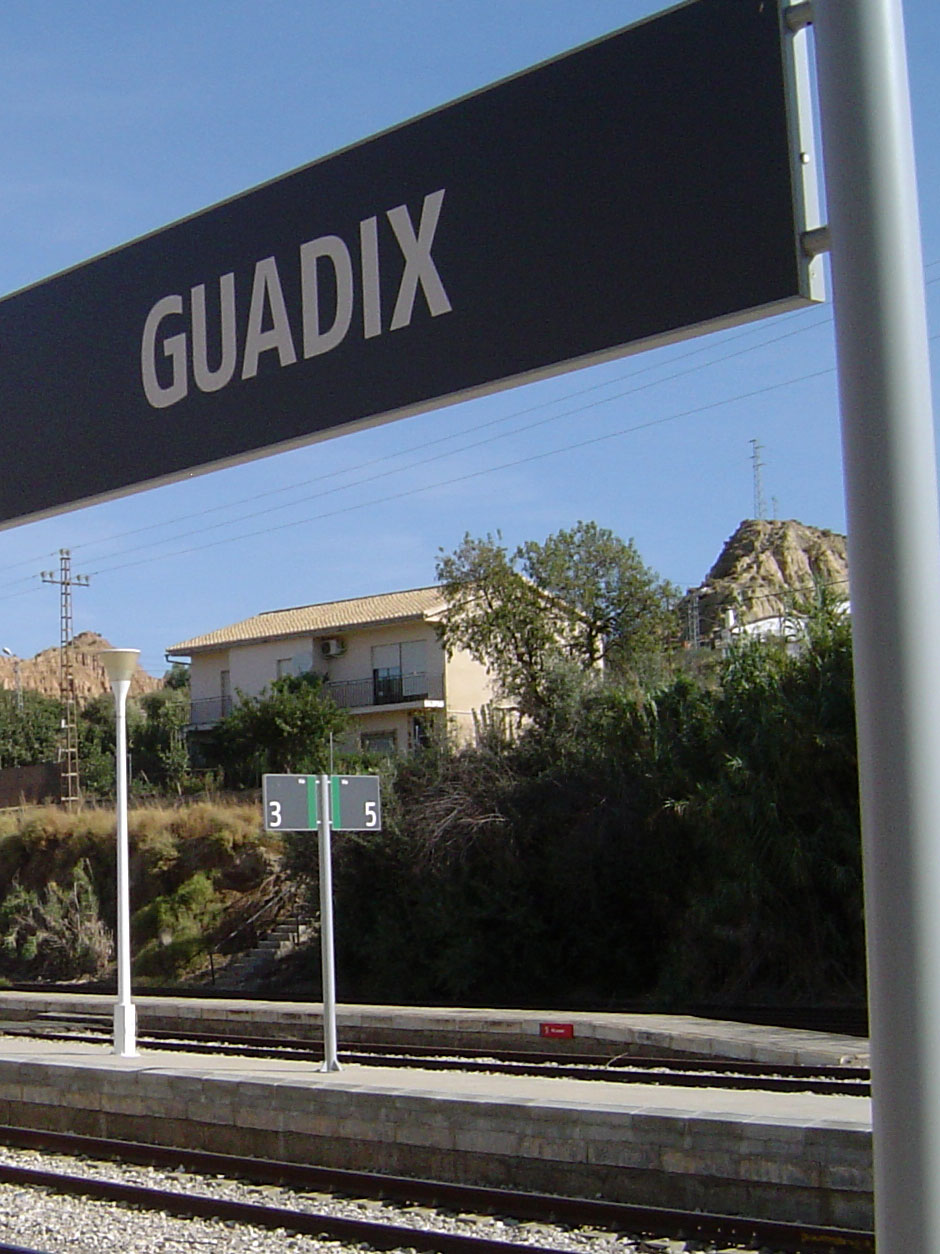
La Estación de Guadix, que da nombre a la localidad

Con el paso de los años en torno a las viviendas ferroviarias se levantaron una iglesia, una escuela, un economato, etc. Debido a la presencia del ferrocarril en la zona también se construyeron diversas instalaciones industriales, como la azucarera San Torcuato o el silo de trigo. A mediados de la década de 1960 la clausura del depósito de locomotoras y los talleres marcó el inicio del declive de la pedanía, que atravesó una significativa reducción de su población.

## Demografía
Según el Instituto Nacional de Estadística de España, en el año 2024 la Estación de Guadix contaba con 1018 habitantes censados, lo que representa el 5,44% de la población total del municipio.

### Evolución de la población
| Gráfica de evolución demográfica de Estación de Guadix entre 2014 y 2024 |
|                                                                          |
| Datos según el nomenclátor publicado por el INE.                         |

## Comunicaciones

### Carreteras
La Estación de Guadix se sitúa junto a uno de los nudos de comunicación más importantes de la provincia de Granada. Junto a la pedanía comienza la autovía A-92N dirección a Murcia, que parte de la A-92.
Las principales vías de comunicación que transcurren por esta localidad son:
| Identificador | Denominación                | Itinerario        |
| ------------- | --------------------------- | ----------------- |
| A-92          | Autovía A-92                | Sevilla - Almería |
| A-92N         | Autovía A-92N               | Guadix - Murcia   |
| A-325R1       | Acceso a Guadix desde A-325 | A-325 - Guadix    |

Algunas distancias entre La Estación de Guadix y otras ciudades:
| Ciudades | Distancia (km) |
| -------- | -------------- |
| Guadix   | 2              |
| Granada  | 67             |
| Almería  | 107            |
| Jaén     | 111            |
| Murcia   | 224            |

## Servicios públicos

### Sanidad
La pedanía cuenta con un consultorio médico de atención primaria situado en la avenida de la Estación s/n, dependiente del Área de Gestión Sanitaria Nordeste de Granada. El servicio de urgencias está en el centro de salud de Guadix, y el área hospitalaria de referencia es el Hospital de Alta Resolución de Guadix.

### Educación
El único centro educativo que hay en la localidad es:
| Denominación genérica             | Nombre del centro | Naturaleza | Dirección            |
| --------------------------------- | ----------------- | ---------- | -------------------- |
| Instituto de educación secundaria | IES Acci          | Público    | Av. Buenos Aires, 68 |

## Cultura

### Fiestas
La Estación de Guadix celebra cada año sus fiestas populares el primer o segundo fin de semana de julio en honor al Sagrado Corazón de Jesús, patrón del pueblo.